# Gurer
Gurer (auch: Chakarūchi-tō, Jakrou Island) ist eine Insel des Kwajalein-Atolls in der Ralik-Kette im ozeanischen Staat der Marshallinseln (RMI).

## Geographie
Das Motu liegt im südwestlichen Saum des Atolls zwischen Eru im Westen und Jakeru im Osten.

## Klima
Das Klima ist tropisch heiß, wird jedoch von ständig wehenden Winden gemäßigt. Ebenso wie die anderen Orte der Kwajalein-Gruppe wird Gurer gelegentlich von Zyklonen heimgesucht.